# 다큐극장
《다큐극장》은 2013년 4월 27일부터 2013년 10월 19일까지 방송되었던 다큐멘터리 프로그램이다.

## 방영 목록

### 2013년
| 회차 | 방송일    | 부제                                            |
| ---- | --------- | ----------------------------------------------- |
| 1회  | 4월 27일  | 88 서울올림픽 - 신(神)이 내린 한 수             |
| 2회  | 5월 4일   | 글뤽아우프 - 독일로 간 경제역군들               |
| 3회  | 5월 11일  | 아웅산 그리고 2013                              |
| 4회  | 5월 18일  | 광주 33년 5 · 18의 기억                         |
| 5회  | 5월 25일  | 최초의 해외파병 - 베트남 전(戰)                 |
| 6회  | 6월 1일   | 포니 - 신화를 쓰다                              |
| 7회  | 6월 8일   | 우리를 바꾼 청년 - 전태일                       |
| 8회  | 6월 15일  | 수출 100억 불 - 한강의 기적을 이루다            |
| 9회  | 6월 29일  | 6월 항쟁과 6·29 선언                            |
| 10회 | 7월 6일   | 그 때 대한민국이 울었다 - 생방송 이산가족 찾기  |
| 11회 | 7월 13일  | 428km의 땀과 눈물 - 경부고속도로                |
| 12회 | 7월 20일  | 64K D램 - 반도체 신화를 열다                    |
| 13회 | 7월 27일  | 고도성장의 아이콘 - 강남 개발사                 |
| 14회 | 8월 3일   | 민둥산의 기적 - 산림녹화                        |
| 15회 | 8월 10일  | 평화통일을 향한 큰 걸음 - 7·4 남북 공동 성명    |
| 16회 | 8월 17일  | 잘 살아보세 - 새마을 운동                       |
| 17회 | 8월 24일  | 적에서 동반자로 - 한중수교 21년                 |
| 18회 | 8월 31일  | 날아간 7,000억 원 - 이철희 · 장영자 사건        |
| 19회 | 9월 7일   | 투명 경제를 위한 대개혁 - 금융실명제            |
| 20회 | 9월 14일  | 황구지에서 일군 쇳물 - 포철 신화                |
| 21회 | 9월 28일  | 30년만의 귀향 - 조총련 재일동포 모국방문        |
| 22회 | 10월 5일  | 녹색혁명으로 세상을 바꾸다 - 기적의 볍씨 통일벼 |
| 23회 | 10월 12일 | 사막에서 금을 캐다 - 중동 특수 40년             |
| 24회 | 10월 19일 | 하나되어 이룬 기적 - IMF 국난 극복기            |

## 논란
이 프로그램은 《그때 그 순간》 또는 《격동의 세월》이라는 제목으로 기획되었다. 하지만, 민주통합당의 최민희 의원은 박정희 정권을 미화한다는 이유로 다큐멘터리 제작을 중단해야 한다고 주장하였다. 전국언론노동조합과 한국방송공사프로듀서협회에서도 이 프로그램의 편성에 반대하는 입장을 보여 갈등이 고조되었다. 전국언론노조는 이 프로그램의 소재에 박정희 정권 당시에 추진된 사업 및 같은 시기에 일어난 사건 · 사고를 다루고 있다는 사실을 밝혔다. KBS에서는 특정 정권을 홍보할 의도가 없음을 해명하였지만, 이사회에서도 프로그램의 제목과 관련하여 큰 우려를 표명하였다. 이 프로그램을 제작하게 될 업체도 2005년에 방영한 《수요기획》에서 허위 · 과장된 사실을 묘사하여 문제가 된 적이 있었으며, 이로 인해 해당 프로그램과 《사랑의 가족》의 제작 금지 처분을 받은 바 있었다. 결국, 해당 외주제작사가 제작을 포기하기로 결정하면서 방영 일정을 맞추기 어려울 것이라는 우려가 제기되었다. 2013년 4월 6일에 진행된 봄개편 설명회에서 김성주 외주제작국장은 이 프로그램이 정치적인 의도로 제작하지 않을 거라면서 세대간의 소통에 초점을 맞췄음을 강조하였다. 이에 앞서 KBS에서는 일부에서 우려하는 특정 이데올로기나 시각은 배제할 방침이며 2030세대에게는 미처 알지 못했던 현대사의 이면과 과정, 사실 등을 일깨워 자부심과 반면교사의 계기로 삼게 하고, 40대 이상의 세대에게는 그 날 그 순간의 감동, 아픔, 공감 등을 되새기며 세대간, 대화와 이해의 폭을 넓히고자 한다는 입장을 밝혔다.